# Goenawan Mohamad
Goenawan Susatyo Mohamad (ur. 29 lipca 1941 w Batang) – indonezyjski pisarz, poeta i eseista; redaktor i założyciel tygodnika „Tempo”.
W latach 1960–1964 studiował na Wydziale Psychologii Uniwersytetu Indonezyjskiego. W roku 1965/1966 kształcił się w dziedzinie filozofii w Kolegium Europejskim, a następnie kontynuował edukację na Uniwersytecie w Oslo.
Jako pisarz debiutował w szkole średniej. Jego pierwsze utwory zostały opublikowane w zbiorze zatytułowanym Manifestasi, opublikowanym na łamach dziennika „Abadi”. W 1971 roku wydał zbiór Parikesit, a w 1973 roku – zbiór Interlude. W 1992 roku wyszedł spod jego pióra zbiór poezji Asmaradana. W 1998 roku wydał antologię Misalkan Kita di Sarajevo, wyrażającą wyrazy współczucia dla Bośniaków.